# Igeltjärnen (Kvistbro socken, Närke)
Igeltjärnen är en sjö i Lekebergs kommun i Närke och ingår i Norrströms huvudavrinningsområde.